# Forconium
Forconium (łac. Dioecesis Forconiensis) – stolica historycznej diecezji w Italii erygowanej w VI wieku, a włączonej w roku 1257 w skład diecezji L’Aquila.
Współczesne miasto Furci w prowincji Chieti we Włoszech. Obecnie katolickie biskupstwo tytularne ustanowione w 1966 przez papieża Pawła VI.

## Biskupi tytularni
| Lp. | Biskup                    | Funkcja                                    | Od                   | Do               |
| --- | ------------------------- | ------------------------------------------ | -------------------- | ---------------- |
| 1   | Francesco Amadio          | biskup pomocniczy Sulmona-Valva (Włochy)   | 11 kwietnia 1967     | 29 stycznia 1972 |
| 2   | Paul Ri Moun-hi           | biskup pomocniczy Daegu (Korea Południowa) | 19 września 1972     | 5 stycznia 1985  |
| 3   | Alejandro Figueroa Medina | biskup pomocniczy Barinas (Wenezuela)      | 12 marca 1986        | 21 lutego 1995   |
| 4   | Oscar Urbina              | biskup pomocniczy Bogoty (Kolumbia)        | 8 marca 1996         | 9 listopada 1999 |
| 5   | Jonas Kauneckas           | biskup pomocniczy Telszy (Litwa)           | 13 maja 2000         | 5 stycznia 2002  |
| 6   | Alain Harel               | wikariusz apostolski Rodrigues (Mauritius) | 31 października 2002 | 10 września 2020 |
| 7   | Robert Chrząszcz          | biskup pomocniczy krakowski (Polska)       | 11 listopada 2020    |                  |